# Coquito
Coquito, pseudonimo di Daniel Gregorio Rodríguez Lima (Montevideo, 22 dicembre 1965), è un ex calciatore uruguaiano, di ruolo attaccante.

## Biografia
Suo figlio, Álvaro Rodríguez, è anch'egli un calciatore professionista.

## Caratteristiche tecniche
In attività giocava come punta.

## Carriera
Ha giocato in massima divisione uruguaiana e austriaca. Vanta 13 presenze e una rete con la nazionale di calcio dell'Uruguay.

## Palmarès

### Club

#### Competizioni internazionali
- Coppa Libertadores: 2

Peñarol: 1982, 1987
- Coppa Intercontinentale: 1

Peñarol: 1982

#### Competizioni nazionali
- Campionato uruguaiano: 4

Peñarol: 1981, 1982, 1985, 1986
- Primera B Nacional: 1

Dep. Mandiyú: 1987-1988